# كورتيس براون (لاعب كرة قدم أمريكية أمريكي)
كورتيس براون (بالإنجليزية: Curtis Brown)‏ هو لاعب كرة قدم أمريكية أمريكي، ولد في 24 سبتمبر 1988 في لونغفيو في الولايات المتحدة.

## وصلات خارجية
- كورتيس براون على موقع مرجع كرة القدم المحترفة.كوم (الإنجليزية)